# Кокур белый
Кокур (с крымскотатарского qoqur — запахнет) — крымский сорт винограда, популярный для производства белых вин и употребления в пищу в свежем виде. Кокур белый является автохтоном Крыма. Название винограда дословно переводится с крымскотатарского языка как «запахнет», что хорошо описывает его главное органолептическое качество.

## География
Относится к эколого-географической группе сортов винограда бассейна Чёрного моря. Кокур белый с глубокой древности культивировали в районе г. Судак. Выращивают в Крыму, в юго-восточной и юго-западной его части. Последние годы активно культивируется не только в Крыму, но и на юге России (Краснодарский край).

## Основные ампелографические характеристики
Верхушка побега бледно зелёного цвета с ярко розовой каймой по краю, покрыта густым опушением. Имеют войлочное опушение. Взрослый лист крупный, слегка удлиненный, пятилопастный, глубоко рассечённый. Цветок обоеполый. Грозди средние, цилиндроконические, средней плотности.
Ягоды крупные, овальные, жёлто-зелёные. Кожица тонкая, прочная, покрыта слабым восковым налетом. Мякоть сочная, с гармоничным вкусом.
Сорт среднепозднего периода созревания. Период от начала распускания почек до съемной зрелости ягод составляет 145—165 дней при сумме активных температур 3000—3300°С. Вызревание побегов хорошее.
Урожайность стабильно высокая: продуктивность куста — 6,3 кг, средняя масса грозди — 300 г. Сорт не выделяется по устойчивости к зимним морозам. Слабо устойчив против основных болезней: грибными болезнями и гроздевой листоверткой.

## Применение
Кокур белый широко применяется в виноделии и является самым популярным автохтонным сортом Крыма. Более 15 крымских виноделен используют кокур белый для моносепажных вин. Из всех белых автохтонов в России, кокур белый занимает первое место по площади посадок.
Виноград можно широко использовать как столовый сорт для местного потребления. Также из него приготавливают виноматериалы для шампанского и коньяков, виноградный сок.
Кокур, в отличие от многих технических сортов, можно употреблять в пищу.

## Синонимы
Сары кокур, Ешиль кокур, Беяз Кокур, Белый долгий, Долгий.